# Mareeba
Mareeba (6 806 habitants) est une ville du nord du Queensland en Australie au confluent des Barron River, Granite Creek et Emerald Creek.
Le nom de la ville est d'origine aborigène et signifie la "rencontre des eaux".
Avant l'arrivée des Européens, la région était habitée par les aborigènes Muluridji.
Le 26 mai 1875, James Venture Mulligan devint le premier Européen à visiter le futur site de Mareeba quand il longea la rive est de la Barron River et traversa ses deux affluents.
Le premier européen à s'installer dans la région fut John Atherton, qui avec son bétail, s'établit juste au nord de la ville. Puis la ville devint un point de relais pour les véhicules qui allaient de Port Douglas à Herberton. Quand le train arriva à Mareeba en 1893, la ville put vivre normalement.
Mareeba est connu pour ses cultures horticoles: avocats, mangues, litchis, longanes, noix de cajou, ananas mais aussi canne à sucre, thé, café et de nombreux autres fruits et légumes tropicaux. Le tabac est en voie de disparition sauf pour la contrebande. Il y a aussi des élevages de volailles et de bétail.
De 1942 à 1945, jusqu'à 10 000 australiens et américains occupèrent la région lorsque l'aéroport servit de centre pour les batailles de Nouvelle-Guinée et du Pacifique. Les américains donnèrent le nom de Hoevet Field à l'aéroport en l'honneur du Major Dean Carol "Pinky" Hoevet qui fut tué le 16 août 1942.

## Référence
- Statistique sur Mareeba.